# Hylaeus fossifer
Hylaeus fossifer is een vliesvleugelig insect uit de familie Colletidae. De wetenschappelijke naam van de soort is voor het eerst geldig gepubliceerd in 1995 door Dathe.